# Paul Bowles
Paul Bowles (30. prosince 1910 – 18. listopadu 1999) byl americký spisovatel a hudební skladatel, který prožil většinu života v Tangeru. Napsal čtyři romány, desítky povídek, cestopisné a autobiografické knihy a několik sbírek básní. Překládal z několika jazyků do angličtiny. Je autorem hudby k operám i divadelním hrám.

## Život
Narodil se ve čtvrti Jamaica v newyorském obvodu Queens. Byl jedináčkem a lepší vztah měl s matkou než s otcem. Číst uměl od tří let a údajně již od čtyř psal. Zanedlouho začal psát surrealistické texty a hudební skladby. Roku 1928 zahájil studium na Virginijské univerzitě, avšak již následujícího roku zařízení bez vědomí rodičů opustil a zakoupil si jednosměrnou lodní jízdenku do Francie bez úmyslu vrátit se domů. Později se však vrátil a v New Yorku začal pracovat v knihkupectví. Později se vrátil na univerzitu, ale brzy opět odešel a spolu se skladatelem Aaronem Coplandem odjel zpět do Paříže. Spolu s ním rovněž roku 1931 poprvé navštívil Tanger. Později se vrátil zpět do Evropy, ale již následujícího roku se vydal na další cestu na sever Afriky. Do New Yorku se vrátil v roce 1937 a následujícího roku se oženil s dramatičkou Jane Auer.
V roce 1947 získal Bowles smlouvu na román a díky záloze odešel, tentokrát již natrvalo, do Tangeru. Jeho manželka jej následovala v následujícím roce. Kniha, která dostala název The Sheltering Sky (v češtině později Pod ochranou nebe), vyšla v roce 1949. Italský režisér Bernardo Bertolucci uvedl v roce 1990 zfilmovanou verzi knihy. Později napsal další tři romány, Let It Come Down (1952), The Spider's House (1955; česky Pavoučí dům) a Up Above the World (1966). Je autorem řady sbírek povídek a básní a věnoval se též překladu (Jean-Paul Sartre, Isabelle Eberhardtová, Rodrigo Rey Rosa). V češtině vyšla kromě dvou románů také povídka Vítr v Beni Midaru (The Wind at Beni Midar, 1962) v antologii Zdi iluzí (nakladatelství Motýl, 1998). Režisérka Sara Driver natočila podle jedné z jeho povídek film You Are Not I (1981). V roce 1995 se naposledy podíval do New Yorku a o čtyři roky později v nemocnici v Tangeru ve věku 88 let zemřel, a to na infarkt myokardu.

## Dílo

### Hudební (částečné)
- Sonata for Oboe and Clarinet (1931)
- Horse Eats Hat (1936, hra)
- Who Fights This Battle (1936, hra)
- Yankee Clipper (1937, balet)
- Music for a Farce (1938)
- Denmark Vesey (1939, opera)
- Twelfth Night (1940, hra)
- The Wind Remains (1942, zarzuela)
- Sentimental Colloquy (1944, balet)
- Three Pastoral Songs (1945)
- Concerto for Two Pianos (1946)
- Pastorela: First Suite (1947)
- A Picnic Cantata (1953)

### Literární

#### Romány
- The Sheltering Sky (1949; česky Pod ochranou nebe, 2000)
- Let It Come Down (1952)
- The Spider's House (1955; česky Pavoučí dům, 1994)
- Up Above the World (1966)

#### Sbírky povídek
- A Little Stone (1950)
- The Delicate Prey and Other Stories (1950)
- The Hours after Noon (1959)
- A Hundred Camels in the Courtyard (1962)
- The Time of Friendship (1967)
- Pages from Cold Point and Other Stories (1968)
- Three Tales (1975)
- Things Gone & Things Still Here (1977)
- Collected Stories, 1939–1976 (1979)
- In the Red Room (1981)
- Midnight Mass (1981)
- Points in Time (1982)
- Unwelcome Words: Seven Stories (1988)
- A Distant Episode (1988)
- Call at Corazon (1988)
- A Thousand Days for Mokhtar (1989)
- The Time of Friendship (1995)

#### Sbírky básní
- Two Poems (1933)
- Scenes (1968)
- The Thicket of Spring (1972)
- Next to Nothing: Collected Poems, 1926–1977 (1981)
- No Eye Looked Out from Any Crevice (1997)

#### Ostatní knihy
- Yallah (1957)
- Their Heads Are Green and Their Hands Are Blue (1963)
- Without Stopping (1972)
- Two Years Beside The Strait (1990)
- Days: Tangier Journal (1991)
- 17, Quai Voltaire (1993)
- Photographs – How Could I Send a Picture into the Desert? (1994)
- In Touch – The Letters of Paul Bowles (1995)
- Dear Paul - Dear Ned: The Correspondence of Paul Bowles and Ned Rorem (1997)

## Filmografie

### Zfilmované dílo
- You Are Not I (1981) – podle povídky
- The Sheltering Sky (1990) – podle románu (rovněž malá cameo role)
- Halbmond / Halfmoon (1995) – podle tří povídek

### V dokumentárních filmech
- 8 X 8: A Chess Sonata in 8 Movements (1957)
- Paul Bowles in Morocco (1970)
- Paul Bowles Across the Strait (1983)
- South Bank Show: Paul Bowles (1988)
- Things Gone and Things Still Here (1991)
- Un Américain à Tanger (1993)
- Paul Bowles: The Complete Outsider (1995)
- Let It Come Down: The Life of Paul Bowles (1998)
- Fantômes de Tanger (1998)
- Paul Bowles: The Cage Door Is Always Open (2012)